# 威尼斯全景圖

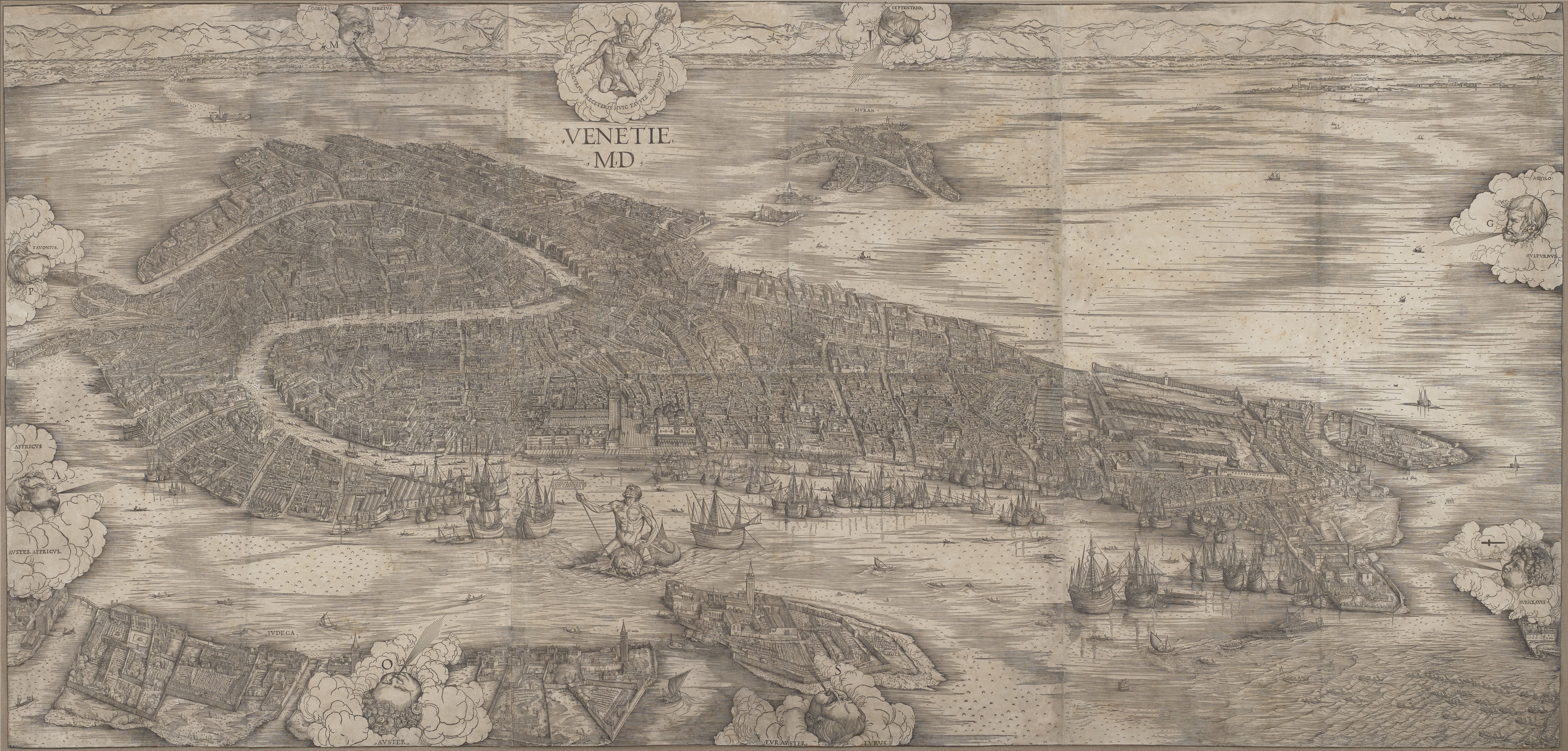
《威尼斯全景圖》、1500年, 今存明尼阿波利斯美術館

《威尼斯全景圖》（亦稱「雅各布地圖」）是一幅重要的木刻版畫，自西南方的視角展示威尼斯的鳥瞰圖。畫面上標有標題和日期「VENETIE MD」（「威尼斯1500」）。這幅畫是由雅各布·德巴尔巴里於1498年至1500年設計的六塊木板版木刻，並於1500年底由紐倫堡出版商安東·科爾布（Anton Kolb）以六張大紙進行印刷，每張約66厘米×99厘米（26英寸×39英寸），合併後的圖像約為135厘米×280厘米（53英寸×110英寸）。這些紙張是當時歐洲最大的紙張產品。

全景圖的大致比例為1:1,250（東西方向）和1:2,750（南北方向），可能是為了展示在牆上而製作。公共收藏中保存有該印刷品的三個版本。六塊大木刻版可能是由專業的刻版工匠雕刻而成，根據爾巴里的預備素描進行製作。這六塊原始木刻版可能是用胡桃木製作的，現在有裂縫和蟲蛀損害，存放在威尼斯的科雷尔博物馆中。
這幅印刷品是至今最早所留存的大型城市鳥瞰圖之一，可能受到弗朗切斯科·羅塞利在1480年代繪製的佛羅倫薩全景圖的啟發。它可能是最早現存的威尼斯全景圖：早期由莱昂·巴蒂斯塔·阿尔伯蒂和雅科波·贝利尼繪製的視圖據信已經失傳。大英圖書館引用了1991年藝術史學家馬丁·坎普的一篇文章，稱這幅畫是「展現出令人驚嘆的視覺和智力控制的成就」。

## 描述

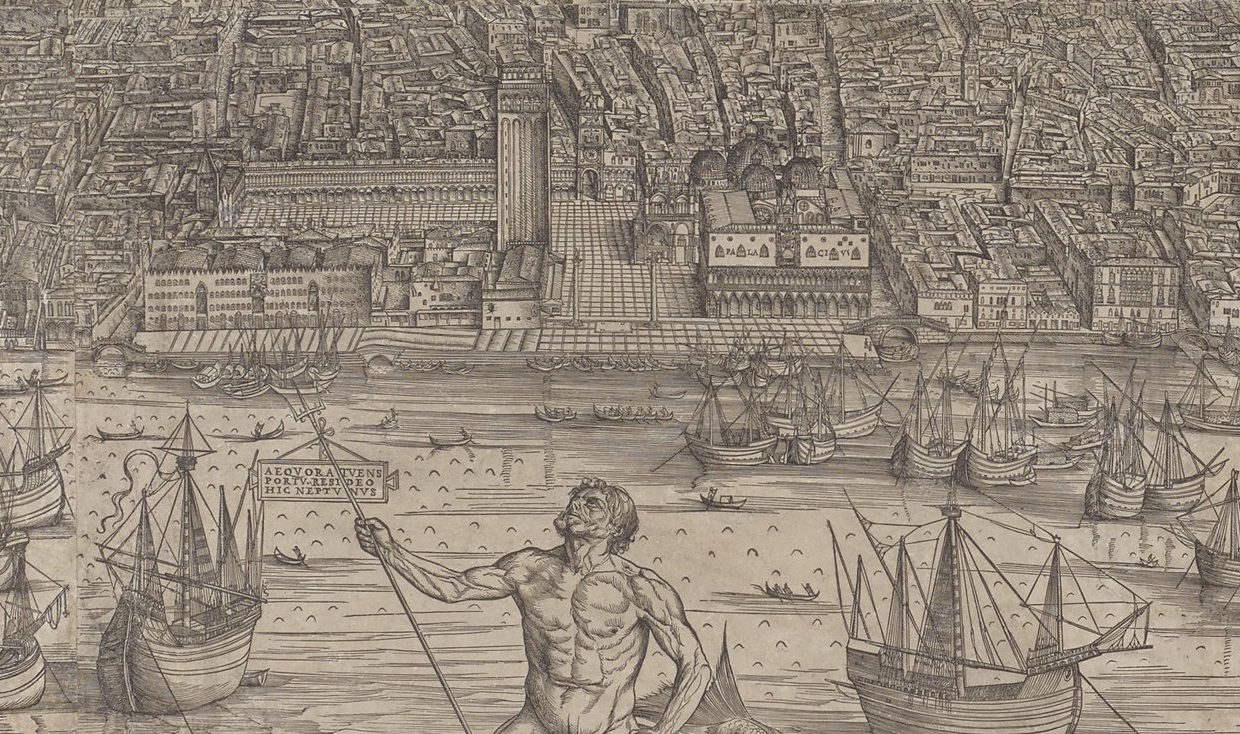
第一版中描繪聖馬可廣場的細部。

這幅印刷品展示位於威尼斯潟湖的威尼斯及其周圍的島嶼，包括布拉諾島、朱代卡岛、馬佐爾博島、穆拉诺岛和托爾切洛島。北方的阿爾卑斯山脈沿著頂部形成地平線。一些地點和建築物的名稱被印刷在圖上。包括顯示威尼斯的教堂、103個鐘樓和其他建築物的位置 。
城市以一種寫實的形式呈現，就像一個地形景觀視圖，一般大或重要的建築物與較小或不那麼重要的建築物以相同比例地呈現。建築物和街道規劃在某些區域被簡化，許多建築物的高度被誇大，使得塔樓相對於其長度或寬度應該有的比例來得更高：例如總督宮的高度被描繪得比寬度高大約50％。
由於這幅印刷品的表面準確性，使一些評論家認為它可能基於一次地面測量，也許是通過觀察城市的鐘樓進行的，但是1978年尤爾根·舒爾茨（Juergen Schulz）的分析表明這並非完全正確。根舒爾茨的觀點，爾巴里似乎是從右側開始繪製，可能是基於城市水路維護使用的平面圖，然後在向左側移動時，隨著空間不足逐漸壓縮和扭曲了比例。黛博拉·霍華德則提出由於這幅作品的製作耗時三年，成本高昂，畫面的扭曲並不是偶然的，她認為爾巴里故意扭曲了木刻中的城市佈局，以使威尼斯的形狀類似於一條海豚，其圓頭朝左，尾巴朝右，他更指出19世紀晚期的地圖仍以海豚般的形象呈現城市的輪廓，呼應了爾巴里的印刷品。

### 風與神
在印刷品的邊緣共有八個風神的擬人化形象，每側共有兩個，並標有十二個古代羅盤風或阿涅摩伊的名稱。從頂部開始，按照順時針方向分別是玻瑞阿斯 (T)、北風和旋風(G)、東風(十字)、欧罗斯和東南風 (S)、诺托斯 (O)、西南風和西風 (A)、仄費羅斯 (P)、西北風和偏北風 (M)。
這些字母代表著傳統羅盤玫瑰上的標籤，分別代表著在地中海盆地所存在的風，包括北方的北風（Tramontana）、東北方的東北風（Greco）、東方的東風（Levante）、東南方的西洛可风（Sirocco）、南方的南風（Ostro）、西南方的西南風（Affricus）、西方的西風（Ponente），以及西北方的密史脱拉风（Maestro、Mistral)。每個風的位置主要考慮了藝術因素，而非圖像中城市的真實方位。
在印刷品的頂部描繪了商業之神——羅馬神話中的墨丘利，並帶有銘文「MERCVRIVS PRECETERIS HVIC FAVSTE EMPORIIS ILLVSTRO」（拉丁文：我墨丘利在這裡比其他任何市場都照亮 ）。
海神尼普頓則手持三叉戟騎在港口的海豚上，旁邊的銘文寫著「AEQVORA TVENS PORTV RESIDEO HIC NEPTVNVS」（拉丁文："我尼普頓在這裡停駐，平靜港口的水面"）。拉丁文標題「VENETI[A]E」以方位格給出，明確指出圖像所在的位置是"在威尼斯"。這兩個神明略微偏離複合印刷品的中心，分別位於里亞托到圣马可广场之間的重要區域，以凸顯都市中心的重要性。

## 著作權與發行
1500年10月30日，威尼斯的最高执政团給予出版商安東·科爾布（Anton Kolb）一項特權，允許他免除該印刷品的出口稅，並獨家享有該印刷品的再製權，有效期為接下來的四年。該印刷品於1500年10月出版，同時在當時的威尼斯作家小馬里諾·薩努托的日記中獨立提到了它的出版。
在向政府提出申請時，科爾布曾表示這份印刷品已經準備了三年的時間，但他並未提及藝術家的名字。由於印刷品的高品質，傳統上將其歸功於阿尔布雷希特·丢勒，但這種歸屬從18世紀起就受到質疑。如今，《威尼斯全景圖》被確認歸屬於威尼斯的畫家和版畫家雅各布·德巴尔巴里創作，他的作品細節帶有丢勒的風格。並使用商標作品標記著雙蛇杖，這個案例中由頂部的墨丘利形象攜帶。
在他的畫作被確定之前，他的作品被歸因於「商神杖大師」（Master of the Caduceus）。風神的臉龐與他的版畫非常相似。這種歸屬基於風格和技術上的相似之外，還有該印刷品曾出版與雅各布有記載的關聯。也包括在1500年和1504年之間，丢勒和雅各布曾成為神聖羅馬帝國皇帝馬克西米連一世的聘用畫家。
雅各布的印刷品被認為是一件成就卓越的文藝復興藝術作品，與羅塞利的佛羅倫薩印刷品相比，其描繪城市的細節更加詳盡。

### 印刷品
為了收回製作成本，《威尼斯全景圖》的刷品至少需要以三個达克特價格出售，這與一位大師級畫匠的月工資相當。很快，這些印刷品進入了教會和政府富裕收藏家的收藏中，他們可能足夠的牆面來展示這個組合的印刷品，按照原意粘貼在亞麻布料或直接貼在牆上。
已知《威尼斯全景圖》共有三種版本的印刷品，其中第二種版本有兩個變體。第一種版本的木刻印刷品已知有十多個（不同的來源稱共達11、12或13個），其他兩種版本也有類似數量的印刷品。存世的印刷品數量異常之多，表明這部作品被視為一件有價值的藝術品，而不僅僅是一個實用的地形圖像。
第一版於1500年出版，顯示了聖馬可鐘樓在1489年被雷擊並失火後的臨時平頂。第二版於1514年出版；它被修改為顯示聖馬可鐘樓在1511年至1514年修復後的樣子，此前鐘樓在1511年遭受地震損壞，同時原來的日期（MD-1500）被刪除：一個變體版本在第一版的日期處留下空白，另一個變體則用水平刻線填充該空白。第三版於16世紀晚期出版，重新添加了日期（MD），同時鐘樓再次被修改為顯示第一版中平頂描繪的粗略版本，然而忘記移除相鄰畫面上鐘樓頂部增加的天使形狀風向標。

## 現存地點
《威尼斯全景圖》第一版的印刷品樣本今被多個公共收藏機構所持有。泰里西奧·皮格納蒂（Terisio Pignatti）曾於1964年列出了已知印刷品的位置，此後又發現了更多樣本：
| - 第一版 - 汉堡，漢堡美術館（來自哈茨山，1689） - 波士頓，波士頓美術館（來自克勞斯，1955，W. A. Roese教授捐贈） - 克利夫蘭，克利夫蘭藝術博物館（自1949年起，來自列支敦士登的私人收藏） - 倫敦，大英博物館（由威廉·米切爾於1895年捐贈） - 努奇堡，日耳曼國家博物館 - 巴黎，法國國家圖書館 - 威尼斯，奎利尼·斯坦帕里亚基金会 - 威尼斯，科雷尔博物馆（三份副本） - 威尼斯，威尼斯海洋史博物館 - 柏林，柏林国立博物馆銅版畫藏品館 - 明尼阿波利斯，明尼阿波利斯美術館（2010年從安德烈·马塞纳的後裔手中收購） | - 第二版 - 倫敦，大英博物館（Colnaghi，1860） - 威尼斯，圣马可图书馆 - 威尼斯，科雷爾博物館 - 維也納，阿尔贝蒂娜博物馆（來自皇家圖書館） - 華盛頓特區，國家美術館（自1950年起，來自萊辛·J·羅森瓦爾德收藏，列支敦士登博物馆） - 洛杉磯，加利福尼亚大学洛杉矶分校圖像藝術基金會（IIA版） - 阿姆斯特丹，阿姆斯特丹国家博物馆版畫收藏（IIB版） - 奧斯汀，德克薩斯大學奧斯汀分校（IIB版） | - 第三版 - 佛羅倫薩，私人收藏 - 威尼斯，科雷爾博物館 - 威尼斯，私人收藏 - 維也納，阿爾貝蒂娜博物館 |

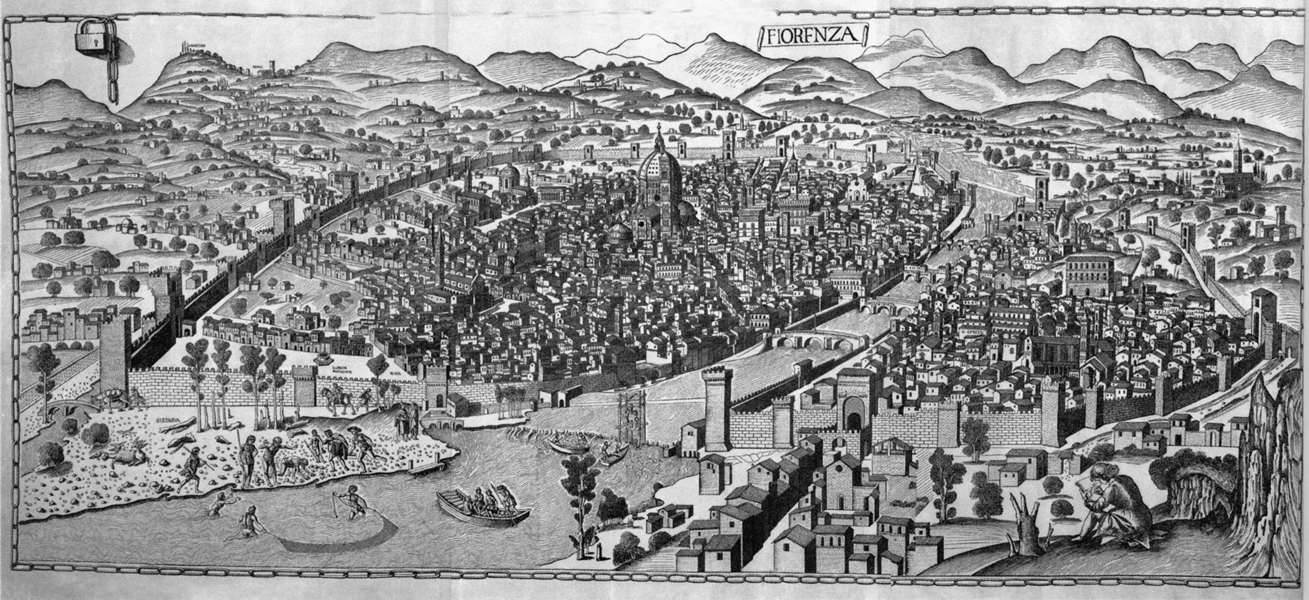
弗朗切斯科·罗塞蒂的佛羅倫薩景觀圖，1480年代
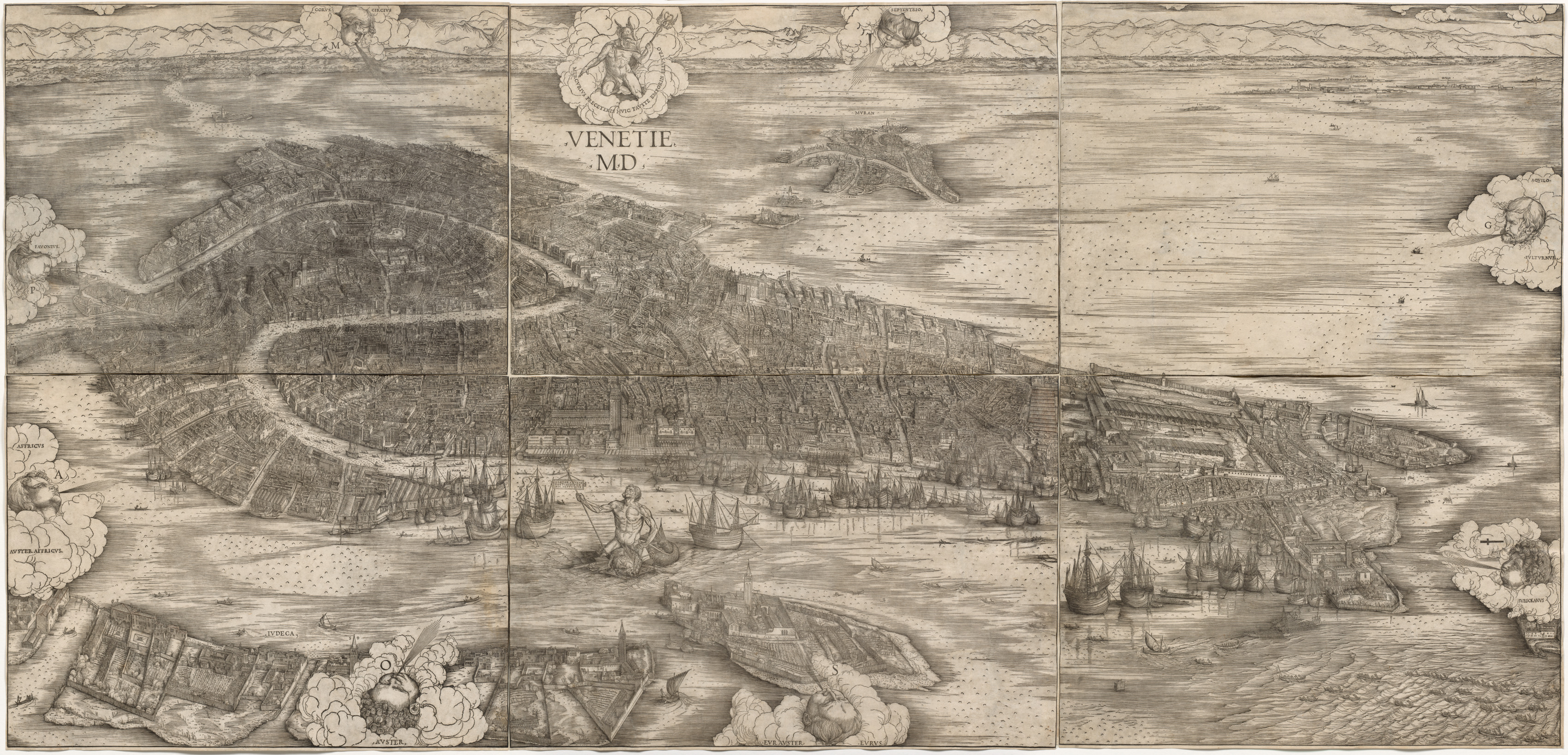
《威尼斯全景圖》第一版，現存克利夫蘭藝術博物館

## 外部連結
線上典藏
- 大英博物館
  - Bird's eye view of Venice from the south （页面存档备份，存于）, British Museum (first state)
  - Bird's eye view of Venice from the south （页面存档备份，存于）, British Museum (second state)

- 科雷爾博物館
  - Ambito veneziano - Pianta prospettica della città di Venezia - Legno di pero inciso (Woodblocks) （页面存档备份，存于）, Museo Correr
  - Venezia (Ve) - Xilografia in sei blocchi su carta (print) （页面存档备份，存于）, Museo Correr

- Google藝術與文化
  - View of Venice [upper left block], at National Gallery of Art, Washington DC, Google Arts & Culture (second state)
  - View of Venice （页面存档备份，存于）, at Minneapolis Institute of Art, Google Arts & Culture (first state)
  - Veduta prospettica di Venezia （页面存档备份，存于）, Museo Correr, Google Arts & Culture (first state)

- View of Venice, 1500 （页面存档备份，存于）, Minneapolis Institute of Art (first state)
- View of Venice （页面存档备份，存于）, Cleveland Museum of Art (first state)

- Jacopo de Barbari Zugschrieben: Ansicht von Venedig (print) （页面存档备份，存于）, Germanisches National Museum, Nuremberg (first state)
- Vue de Venise à vol d'oiseau (print) （页面存档备份，存于）, Bibliothèque nationale de France (first state)
- Jacopo De Barbari, Pianta Prospettica di Venezia (Perspective Map of Venice) （页面存档备份，存于）, Fondazione Querini Stampalia (first state)

- Vedere dall'alto. La veduta di Venezia di Jacopo de' Barbari (1500) （页面存档备份，存于）, Marciana Library (second state)

- A Portrait of Venice: Jacopo de’Barbari’s View of 1500 （页面存档备份，存于）, Duke University
- A Portrait of Venice: Jacopo de’ Barbari’s View of 1500  （页面存档备份，存于）, Nasher Museum of Art, Duke University

- Mapping Venice 1500: Searching the de’ Barbari Map — Final Report （页面存档备份，存于）, The Venice Atlas
- "Renaissance man: why Jacopo de' Barbari is the artist of the moment" （页面存档备份，存于）, The Guardian, 14 May 2000

資料
- Museum of Fine Arts, Boston (first state): 1 （页面存档备份，存于） • 2 • 3 • 4 （页面存档备份，存于） • 5 （页面存档备份，存于） • 6 （页面存档备份，存于）
- National Gallery of Art, Washington DC (second state): upper left block （页面存档备份，存于） • upper center block （页面存档备份，存于） • upper right block （页面存档备份，存于）  • lower left block （页面存档备份，存于） • lower center block （页面存档备份，存于） • lower right block （页面存档备份，存于）
- Albertina (state IIA): 1 （页面存档备份，存于） • 2 （页面存档备份，存于） • 3 （页面存档备份，存于） • 4 （页面存档备份，存于） • 5 （页面存档备份，存于） • 6 （页面存档备份，存于） • 7 （页面存档备份，存于） • 8 （页面存档备份，存于） • 9 （页面存档备份，存于） • 10 （页面存档备份，存于） • 11 （页面存档备份，存于） • 12 （页面存档备份，存于）
- Albertina (state III):  1 （页面存档备份，存于） • 2 （页面存档备份，存于） • 3 （页面存档备份，存于）  • 4 （页面存档备份，存于） • 5 （页面存档备份，存于）  • 6 （页面存档备份，存于）
- gigapans （页面存档备份，存于）